# Park šuma Hum
Park šuma Hum je zaštićeno područje u Sarajevu. Prostire se na brdu Humu, čiju površinu većinom zauzima. Planira se u ovoj park šumi izgraditi niza športsko-rekreacijskih sadržaja.